# Pražská brána (Rakovník)
Pražská brána je jedním ze symbolů města Rakovníku. Nachází se na východním okraji jeho historického jádra a spolu se severní branou Vysokou, západní Svatojilskou a jižní Lubenskou tvořila součást středověkého městského opevnění. Pražská brána je chráněna jako kulturní památka České republiky a spravuje ji Muzeum T. G. M. Rakovník.

## Historie
Postavena byla roku 1516 kamenickým mistrem Janem podobně jako ostatní na místě starší dřevěné brány, která se nazývala Zákostelská, protože stála v Zákostelí, opevněném okolí kostela sv. Bartoloměje, kde se kromě zvonice nacházela také původní fara, rychta nebo stará škola. Zatímco Vysoká brána byla znatelně vyšší a vystavěná odlišně, ostatní brány byly navzájem velmi podobné, ačkoli bránám Svatojilské a Lubenské chyběly typické nárožní věžičky. Tyto dvě pak byly pro svou zchátralost a kvůli rozvoji Rakovníka roku 1837 spolu s větší částí městských hradeb zbořeny. Pražská brána byla naopak roku 1903 zrekonstruována podle návrhu architekta Ludvíka Láblera.

## Popis
Pozdně gotická brána má podobu hranolu o výšce 12,3 m, stojího na půdorysu o rozměrech 9,8 x 9,47 m, zdi jsou silné 1,4 až 1,6 m a jejich vnější podobu utváří hrubě tesané pískovcové kvádříky. Vysokou sedlovou střechu doplňují čtyři výrazné nárožní věžičky na vyložených konzolách. Přízemní průjezd s valenou klenbou mezi dvěma jednoduchými zkosenými portály býval z obou stran uzavírán dvoukřídlými vraty, z vnější strany se spouštěl i padací most. Věž má dvě plochostropá patra s vnitřním dřevěným schodištěm, která jsou ze všech stran osvětlena malými okénky, v prvním patře pěti, ve druhém třemi. Ve druhém patře je směrem z historického města také jedna klíčová střílna.
Zajímavostí je, že na této straně brány býval svého času ve výklenku nad vjezdem umístěn kalich jako symbol husitství a částečně se dochoval i už opršalý latinský nápis na omítce (jde o výzvu císaře Rudolfa II., aby sem přijíždějící obchodníci živili královskou komoru, která se roku 1599 kvůli moru přestěhovala z Prahy do Rakovníka). Interiér Pražské brány je přístupný v prvním patře přes schodiště z pozemku muzea, které zde prezentuje vývoj městského opevnění a historii spolku rakovnických ostrostřelců.